# Бесіди біля каміна
«Бесіди біля каміна» (англ. fireside chats) — серія з 30 вечірніх радіопромов, що проводилися Президентом США Франкліном Д. Рузвельтом з 1933 по 1944 роки. Рузвельт говорив у неофіційному стилі з мільйонами американців про прийняття надзвичайного закону Про банки у відповідь на банківську кризу, рецесію, ініціативу Новий Курс, і про хід Другої світової війни. На радіо, йому вдавалося розвіювати чутки і пояснювати свою політику. Його тон і поведінка вселяли впевненість у часи відчаю та невизначеності. Рузвельт був великим оратором на радіо, і бесіди біля каміна забезпечували йому повагу суспільства протягом усього його президентства.
Серія «бесід біля каміна» була серед перших 50 записів, зроблених частиною Національного реєстру записів бібліотеки Конгресу США, яка відзначила її як «впливову серію радіопередач, у яких Рузвельт використовував ЗМІ, щоб представити свої програми та ідеї безпосередньо для публіки і таким чином змінила відносини між президентом Рузвельтом і американським народом в 1933 році».

## Походження

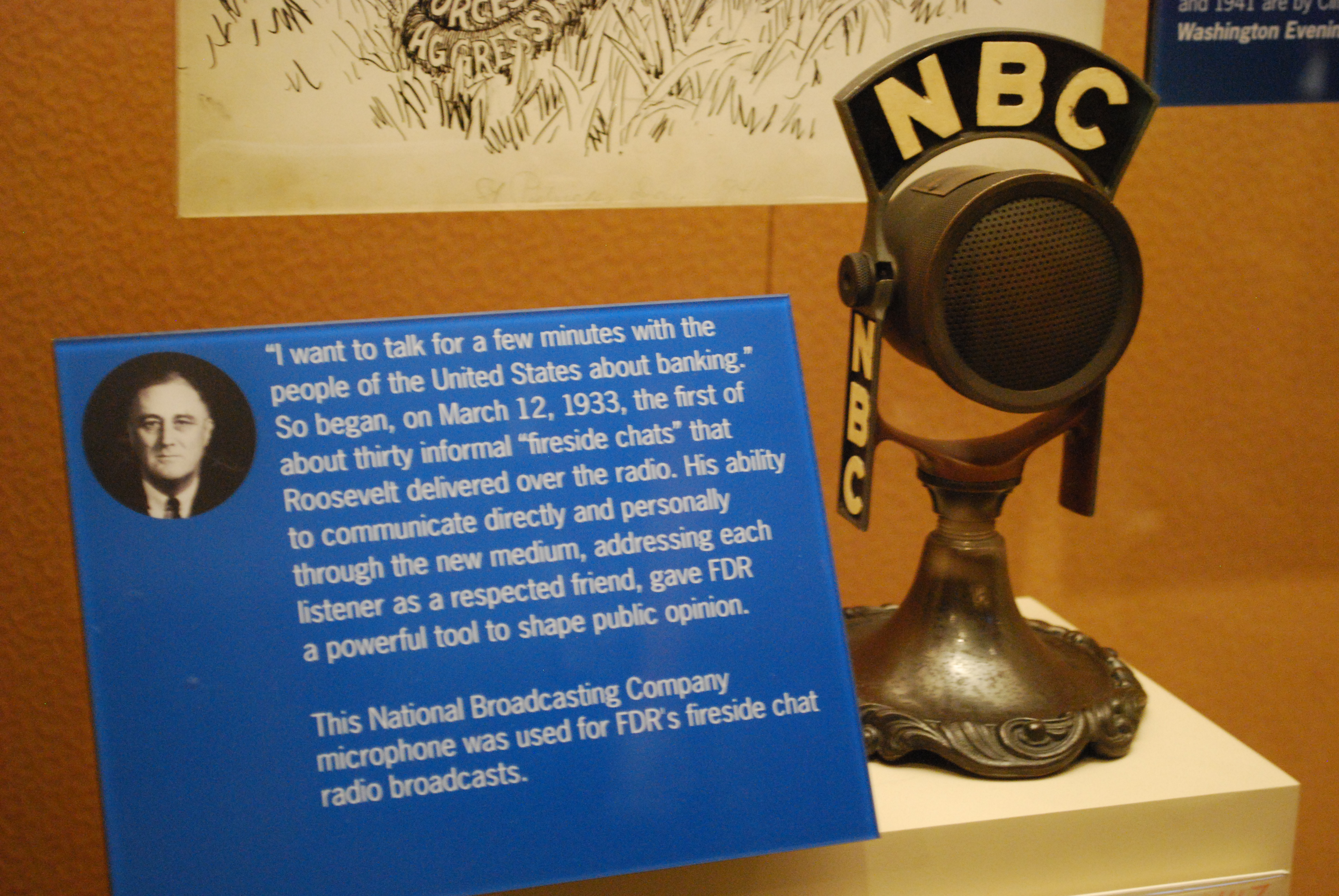
Мікрофон NBC, який використовувався для радіотрансляцій «бесід біля каміна» Рузвельта

Рузвельт розумів, що успіх його адміністрації залежить від сприятливого діалогу з електоратом — це можливо тільки з допомогою методів масових комунікацій — і що справжньою силою президента була можливість взяти на себе ініціативу. Використання радіо для прямих закликів була, мабуть, найбільш важлива з інновацій Рузвельта в політичній комунікації.:153 Опоненти Рузвельта мали під своїм контролем більшість газет в 1930-ті роки і також відгуки преси були під їх контролем, залучаючи потрібні їм редакційні коментарі. Історик Бетті Хаучін Вінфілд каже,
«...він і його радники були стурбовані, що упередженість газет майже напевно вплинуть на шпальти новин».
Історик Дуглас Б. Крейг каже, що він «надав виборцям можливість отримати інформацію незасмічену упередженнями власників газет» з допомогою нового засобу — радіо.
Рузвельт вперше використав те, що стало пізніше відомо як «бесіди біля каміна» в 1929 році, як губернатор штату Нью-Йорк. Він зіткнувся з консервативним республіканським законодавчим органом, тому під час кожної законодавчої сесії він зрідка звертався безпосередньо до жителів Нью-Йорка. Його третя губернаторська промова—3 квітня 1929 року на радіо WGY—вважається біографом Рузвельта Френком Фріделем першою його бесідою.

У цих промовах Рузвельт звертався до радіослухачів по допомогу в схваленні його плану. Листи рясніли після кожної з цих промов, що допомагало тиснути на законодавців, щоб ті вживали заходів, які пропонував Рузвельт.
Ставши Президентом, Рузвельт почав виголошувати неофіційні промови з 12 березня 1933 року, через вісім днів після своєї інавгурації. Він провів свій перший тиждень боротьбою з місячною епідемією закриттів банків, які руйнували сім'ї по всій країні.:78 Він закрив всю американську банківську систему 6 березня. 9 березня Конгрес прийняв Надзвичайний банківський закон, який Рузвельт використовував для ефективної роботи по створенню Федерального страхування вкладів, коли банки відкрили. О 10 годині за східним часом, недільного вечора, напередодні закінчення банківських канікул, Рузвельт виступив по радіо до публіки у понад 60 мільйонів чоловік, щоб сказати їм зрозумілою мовою «про те, що було зроблено в останні кілька днів, чому це було зроблено, і які будуть наступні кроки».:78–79
В результаті, за словами історика економіки Вільяма Л. Зільбера, сталася «дивовижна зміна суспільної довіри … Сучасна преса підтверджує, що громадськість визнала гарантію і, як наслідок, повірила, що банки знову будуть в безпеці, як пояснив Президент, в своїй першій бесіді.» Протягом двох тижнів люди повернули більше половини коштів, які вони збирали, а також перший біржовий день після банківських канікул  відзначився найбільшим одноденним відсотковим зростанням цін.
Термін «бесіда біля каміна» була навіяна заявою прес-секретаря Рузвельта Стівена Ерлі, який сказав, що президенту подобалося уявляти публіку, як кількох людей, що сидять навколо його каміна. Слухачі могли уявити ФДР у своєму кабінеті, перед каміном і що вони сиділи поруч із ним.:57–58 Термін був вигаданий виконавчим директором CBS Вашингтонського офісу Гаррі С. Бутчером, у прес-релізі, до промови від 7 травня 1933. Цю фразу часто приписують журналісту CBS Роберту Трауту, але він сказав, що він був лише першою людиною, яка використала її в ефірі. Назва була підхоплена пресою і громадськістю і в подальшому використовувалася самим Рузвельтом, ставши частиною американського фольклору.

## Презентація
Ходять чутки, що лише якщо ми відмовимось від нашої свободи, наших ідеалів, нашого способу життя лише так ми зможемо правильно організувати власну оборону і дорівнятися до сили агресорів. ... Я не поділяю цих страхів
— FDR's fireside chat of May 26, 1940, "Бесіда біля каміна" від 26 травня 1944 року

Рузвельт зазвичай виступав з кімнати для прийому дипломатів в Білому домі. Він прибував за 15 хвилин до ефіру, щоб привітатись з представниками преси, включаючи теле- та радіокореспондентів. Ведучий NBC з Білого дому Карлтон Е. Сміт представляв його просто: «Пані та панове, Президент Сполучених Штатів». Рузвельт найчастіше починав промови словами: «мої друзі» або «мої дорогі американці», і він читав свій виступ з швидкозшивачів. Радник Президента і спічрайтер Семюел Розенман згадував, що він використовував загальні аналогії і слідкував за тим, щоб уникнути драматичних ораторій: «він шукав слова, які б він використовував в неофіційній бесіді з його друзями».:58 Вісімдесят відсотків слів, що були використані входили до тисячі найбільш часто використовуваних слів в англійській мові.
Історик радіо Джон Даннінг писав, що «це був перший раз в історії, коли велика частина населення могла слухати безпосередньо голову держави, і ці бесіди часто приписують до факторів, що допомагали зберігати високу популярність Рузвельта».
Кожне радіозвернення пройшло через десяток репетицій. Пильну увагу було також приділено подачі Рузвельта. Коли він зрозумів, що в ефірі було чутно незначний свист через щілину між його двома передніми нижніми зубами, Рузвельт встановив собі змінний міст.:58

Рузвельт вважається[ким?] одним з найбільш ефективних ораторів в історії радіо. Хоча «бесіди біля каміна», іноді вважалися щотижневими подіями, Рузвельт виголосив всього 30 промов за час президентства тривалістю у 4422 дні. Він заперечував тим, хто запропонував йому виступати по радіо частіше, як видно у відповіді Расселу Леффингвеллу після звернення 23 лютого 1942 року:
Єдине чого я побоююсь так це те, що мої «бесіди» стануть настільки частими, що вони втратять свою ефективність. … Кожний мій вихід в ефір означає чотири чи п'ять днів понаднормової роботи з підготовки того, що я кажу. Взагалі-то я не можу собі дозволити забирати цей час у важливіших справ. Я думаю, що ми маємо уникати надмірного особистого лідерства — мій добрий друг Вінстон Черчиль трохи постраждав через це.

## Хронологічний список промов
| #  | Дата                           | Тема                                                        | Тривалість      |
| -- | ------------------------------ | ----------------------------------------------------------- | --------------- |
| 1  | Неділя, 12 березня 1933 року   | Про банкову кризу                                           | 13:42           |
| 2  | Неділя, 7 травня 1933 року     | Опис програми Нового Курсу                                  | 22:42           |
| 3  | Понеділок, 24 липня 1933 року  | Про адміністрацію національного відновлення                 | Не записувалась |
| 4  | Неділя, 22 жовтня 1933 року    | Про успіхи в економіці                                      | Не записувалась |
| 5  | Четвер, 28 червня 1934 року    | Досягнення 73-го Конгресу США і критика Нового Курсу        | Не записувалась |
| 6  | Неділя, 30 вересня 1934 року   | Про уряд та капіталізм                                      | 27:20           |
| 7  | Неділя, 28 квітня 1935 року    | Про програму громадських робіт та Закон соціального захисту | 28:08           |
| 8  | Неділя, 6 вересня 1936 року    | Про умови засухи, фермерів та працівників                   | 26:49           |
| 9  | Вівторок, 9 березня 1937 року  | Про реорганізацію судової системи                           | 35:28           |
| 10 | Вівторок, 12 жовтня 1937 року  | Про нове законодавство запропоноване Конгресу               | 27:42           |
| 11 | Неділя, 14 листопада 1937 року | Про статистику по безробіттю                                | 14:16           |
| 12 | Четвер, 14 квітня 1938 року    | Про рецесію                                                 | 40:42           |
| 13 | П'ятниця, 24 червня 1938 року  | Про партійні праймеріз                                      | 29:02           |
| 14 | Неділя, 3 вересня 1939 року    | Про європейську війну                                       | 11:25           |
| 15 | Неділя, 26 травня 1940 року    | Про національну оборону                                     | 31:32           |
| 16 | Неділя, 29 грудня 1940 року    | Про «Арсенал демократії»                                    | 36:53           |
| 17 | Вівторок, 27 травня 1941 року  | Оголошення необмеженої національної надзвичайної допомоги   | 44:27           |
| 18 | Четвер, 11 вересня 1941 року   | Про збереження свободи інцидент з Greer                     | 28:33           |
| 19 | Вівторок, 9 грудня 1941 року   | Про оголошення війни з Японією                              | 26:19           |
| 20 | Понеділок, 23 лютого 1942 року | Про успіхи у війні                                          | 36:34           |
| 21 | Вівторок, 28 квітня 1942 року  | Про нашу економічну політику та пожертву                    | 32:42           |
| 22 | Понеділок, 7 вересня 1942 року | Про інфляцію та успіх у війні                               | 26:56           |
| 23 | Понеділок, 12 жовтня 1942 року | Звіт з передової                                            | 29:25           |
| 24 | Неділя, 2 травня 1943 року     | Про вугільну кризу                                          | 21:06           |
| 25 | Середа, 28 липня 1943 року     | Про падіння Мусоліні                                        | 29:11           |
| 26 | Середа, 8 вересня 1943 року    | Про капітуляцію Італії і третю хвилю воєнного займу         | 12:38           |
| 27 | П'ятниця, 24 грудня 1943 року  | Про Тегеранську та Каїрську конференції                     | 28:29           |
| 28 | Вівторок, 11 січня 1944 року   | Про справи в країні, Оголошення про другий білль про права  | 30:20           |
| 29 | Понеділок, 5 червня 1944 року  | Про падіння Риму                                            | 14:36           |
| 30 | Понеділок, 12 червня 1944 року | Відкриття 5-ї хвилі воєнного займу                          | 13:02           |

## Сприйняття

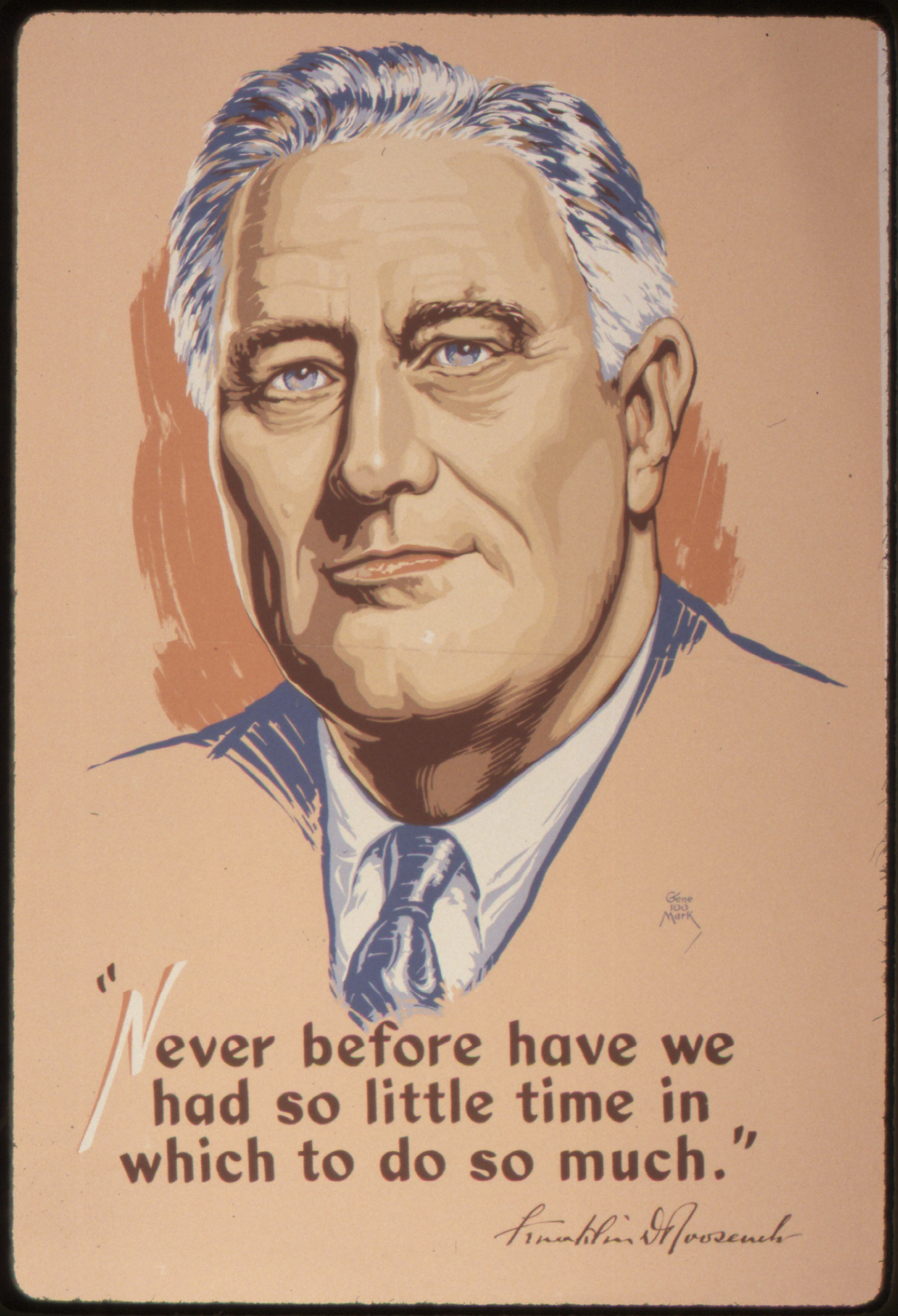
Плакат військового виробництва, що цитує уривок бесіди Рузвельта від 23 лютого 1942 року

Радіоаудиторія Рузвельта в середньому становила 18 % у мирний час, і 58 % під час війни. Ці «бесіди біля каміна» привертали більше слухачів, ніж найпопулярніші радіо-шоу, які слухали 30-35 відсотків радіослухачів. Бесіду Рузвельта від 29 грудня 1940, прослухали 59 відсотків радіослухачів. Його промову від 27 травня 1941 року, прослухали 70 відсотків радіослухачів.:240
Приблизно 62 100 000 людей почули бесіду Рузвельта 9 грудня 1941 — два дні після нападу на Перл-Гарбор — досягнувши 79 за рейтингом Хупера, що є максимумом для президентської промови.
Приблизно 61 365 000 дорослих були слухачами 23 лютого 1942, під час наступної бесіди Рузвельта, у якій він виклав основні цілі війни. Напередодні промови Рузвельт попросив громадян мати карту світу перед ними. «Я буду говорити про дивні місця, про які багато хто з них ніколи не чули — місця, що тепер є полями битви за цивілізацію», — сказав він своїм спічрайтерам. «Я хочу пояснити людям щось з географії—про те, що є нашою проблемою і про те, якою повинна бути загальна стратегія війни. … Якщо вони зрозуміють проблему і те, куди ми рухаємось, я впевнений, що вони можуть прийняти будь-які погані новини не падаючи духом.» Продажі нових карт і атласів були безпрецедентними, хоча багато людей витягнули старі торгові карти із сховищ і закріпили їх на стінах.:319 Нью-Йорк Таймс" назвав виступ «одним з найвеличніших у кар'єрі Рузвельта».:320
Письменник Сол Беллоу згадав одне прослуховування бесіди під час прогулянки в Чикаго в один з літніх вечорів. «В'янення ще не зачепило в'язи, і під ними водії зупинилися, паркуючись бампер до бампера, і увімкнули свої радіоприймачі, щоб послухати Рузвельта. Вони опустили скло і відкрили двері автомобілів. Скрізь один і той же голос, з його дивним східним акцентом, який в іншій би ситуації дратував весь середній Захід. Ви могли б чути, не пропускаючи жодного слова, коли ви прогулювалися. Ви відчували щось спільне з цими невідомими водіями, чоловіками і жінками, що палять цигарки в тиші, не так багато, не стільки обдумуючи слова Президента скільки підтверджуючи правоту його тону і беручи запевнення з нього.»:450–451
Цей рівень близькості з політикою змушувала людей відчувати ніби вони теж були частиною процесу прийняття рішень в адміністрації і незабаром відчули, що вони знали Рузвельта особисто. Найголовніше, вони стали довіряти йому. Традиційна преса полюбила Рузвельта, тому що вони теж отримали безпрецедентний доступ до справ уряду.

## Наслідки
Кожен президент США з часів Рузвельта періодично  звертається до американського народу, спочатку на радіо, а пізніше додавши до цього телебачення та Інтернет. Практика регулярних промов почалася в 1982 році, коли президент Рональд Рейган почав виходити в радіоефір щосуботи.

### Похвала
Серія з 30 «бесід біля каміна» Рузвельта була включена в перші 50 записів, зроблених частиною Національного реєстру записів бібліотеки Конгресу. Вона зазначається як «впливова серія радіопередач, у яких Рузвельт використовував ЗМІ, щоб представити свої програми та ідеї безпосередньо для публіки і таким чином змінила відносини між президентом і американським народом».

## Подальше читання
- Craig, Douglas B. Fireside Politics: Radio and Political Culture in the United States, 1920—1940. Baltimore: Johns Hopkins University Press, 2000. ISBN 9780801883125
- Foster, Tiara Kay. «Constructing a World War II America: The Rhetorical Craftsmanship of Franklin D. Roosevelt». PhD Dissertation. Syracuse University, 2013.[34]
- Hayes, Joy Elizabeth. 2000. «Did Herbert Hoover Broadcast the First Fireside Chat? Rethinking the Origins of Roosevelt's Radio Genius». Journal of Radio Studies. 7, no. 1: 76–92. ISSN 1095-5046
- Kiewe, Amos. FDR's First Fireside Chat: Public Confidence and the Banking Crisis. College Station: Texas A & M University Press, 2007. ISBN 9781585445974
- Lenthall, Bruce. Radio's America: The Great Depression and the Rise of Modern Mass Culture. Chicago: University of Chicago Press, 2007. ISBN 9780226471921
- Levine, Lawrence W., and Cornelia R. Levine. The Fireside Conversations: America Responds to FDR During the Great Depression. Berkeley: University of California Press, 2010. ISBN 9780520265547
- Lim, Elvin T. 2003. «The Lion and the Lamb: De-mythologizing Franklin Roosevelt's Fireside Chats.» Rhetoric & Public Affairs 6#3 (2003): 437—464. ISSN 1094-8392
- Ryan, Halford Ross. Franklin D. Roosevelt's Rhetorical Presidency. New York: Greenwood Press, 1988. ISBN 9780313255670
- Ryfe, David Michael. 2001. «From media audience to media public: a study of letters written in reaction to FDR's fireside chats.» Media, culture & society 23#6 (2001): 767—781.
- Ryfe, David Michael. 1999. «Franklin Roosevelt and the fireside chats.» Journal of communication 49#4 (1999): 80-103. ISSN 0021-9916
- Winfield, Betty Houchin. FDR and the News Media. Urbana: University of Illinois Press, 1990. ISBN 9780252016721